# Tayo
Tayo, abbreviazione di Xisbiga Siyaasadda ee Tayo (lett. Partito politico di Qualità, abbreviato TPP) è un partito politico liberale attivo in Somalia dal 2012.

## Panoramica
Il partito Tayo è stato fondato nel 2012 dall'ex primo ministro e attuale presidente della Somalia Mohamed Abdullahi Mohamed Farmajo, e da membri del suo gabinetto di governo. Il partito ha assunto la denominazione "Tayo" per rimarcare la buona amministrazione che ha contraddistinto il governo di Farmajo.
Secondo le parole di Mohamed, l'agenda primaria del partito è incentrata sul portare i servizi primari alla popolazione somala e di incoraggiare il rimpatrio della diaspora somala, per sviluppare il processo di ricostruzione della Somalia dopo anni di guerra civile. Sin dalla fine del suo governo, Farmajo,ha tenuto moltissime conferenze in tutto il mondo per raccogliere sostegno verso il suo nuovo partito, inclusi gli Stati Uniti, il Regno Unito, i Paesi Bassi e la Svezia. Il 2 aprile 2012, Maryam Qaasim, l'ex ministro per gli affari delle donne nel gabinetto di Farmajo, è stata eletta presidente del partito. Farmajo ha invece la carica di segretario generale del partito. nelle Elezioni presidenziali in Somalia del 2017 Farmajo è stato eletto presidente della Somalia.